# Celebrity Splash!
Celebrity Splash! – polski program rozrywkowy prowadzony przez Krzysztofa Jankowskiego i Łukasza Grassa oraz emitowany od 7 marca do 25 kwietnia 2015 na antenie telewizji Polsat, oparty na niderlandzkim formacie o tej samej nazwie na licencji Eyeworks.

## Charakterystyka programu
Uczestnicy byli podzieleni na cztery drużyny po sześciu uczestników w każdej, która pojawiała się w jednym z czterech odcinków eliminacyjnych. Gwiazdy rywalizowały, wykonując skoki z wieży lub trampoliny i prezentując salta oraz inne akrobacje. Każdy uczestnik wybierał odpowiedni dla swoich umiejętności rodzaj i wysokość skoku. Skoki oceniało jury, a na podstawie punktacji tworzona była tabela z punktami sportowymi (1. miejsce – 6 pkt, 2. miejsce – 5 pkt, 3. miejsce – 4 pkt itd.). Głosy od widzów również przeliczały się na takie punkty. Zsumowanie punktów od jury i widzów wybierały najlepszą oraz najgorszą dwójkę. Najlepsi przechodzili do kolejnego etapu, najgorsi automatycznie odpadali, a pozostała dwójka rywalizowała ze sobą w dogrywce o uznanie jury.
W ćwierćfinałach najlepsza dwójka po zsumowaniu głosów od widzów i jury automatycznie przechodziła do półfinału. Pozostali ćwierćfinaliści rywalizowali w dogrywce o uznanie widzów. Dwoje najlepszych uczestników w dogrywce, także przechodziło do kolejnego odcinka.
Uczestnicy przygotowywali się do udziału w programie, trenując z trenerami w sali gimnastycznej oraz na basenie. Show realizowane było na Termach Maltańskich w Poznaniu, za produkcję wykonawczą programu odpowiadała firma Rochstar Rinke Rooyensa.

## Ekipa

### Jury
- Otylia Jędrzejczak – pływaczka, wielokrotna medalistka olimpijska
- Tomasz Zimoch – dziennikarz, komentator sportowy
- Danuta Stenka – aktorka

### Prowadzący
- Krzysztof Jankowski – prezenter radiowy
- Łukasz Grass – dziennikarz

## Uczestnicy
| Miejsce | Imię i nazwisko       | Zawód                                        | Uwagi                                           |
| ------- | --------------------- | -------------------------------------------- | ----------------------------------------------- |
| 1.      | Andrzej Szczęsny      | paraolimpijczyk; narciarz alpejski           | Zwycięzca                                       |
| 2.      | Misheel Jargalsaikhan | aktorka                                      | Finalistki; doszły do 2. etapu finału           |
| 2.      | Saszan                | wokalistka                                   | Finalistki; doszły do 2. etapu finału           |
| 4.      | Julia Wróblewska      | aktorka                                      | Finalistka; nie doszła do 2. etapu finału       |
| 5.      | Andrzej Supron        | zapaśnik                                     | Odpadli w półfinale                             |
| 5.      | Radosław Liszewski    | wokalista                                    | Odpadli w półfinale                             |
| 5.      | Andrzej Młynarczyk    | aktor                                        | Odpadli w półfinale                             |
| 5.      | Adam Kraśko           | rolnik; uczestnik programu Rolnik szuka żony | Odpadli w półfinale                             |
| 9.      | Tomasz Puzon          | karateka                                     | Odpadli w 2. ćwierćfinale                       |
| 9.      | Przemysław Cypryański | aktor                                        | Odpadli w 2. ćwierćfinale                       |
| 9.      | Ola Ciupa             | fotomodelka                                  | Odpadli w 1. ćwierćfinale                       |
| 9.      | Dariusz Kuźniak       | kucharz; uczestnik programu Top Chef         | Odpadli w 1. ćwierćfinale                       |
| 13.     | Włodzimierz Matuszak  | aktor                                        | Odpadli w dogrywce odcinków eliminacyjnych      |
| 13.     | Monika Mrozowska      | aktorka                                      | Odpadli w dogrywce odcinków eliminacyjnych      |
| 13.     | Odeta Moro            | dziennikarka                                 | Odpadli w dogrywce odcinków eliminacyjnych      |
| 16.     | Dorota Czaja          | tancerka                                     | Odpadli w odcinkach eliminacyjnych bez dogrywki |
| 16.     | Robert Moskwa         | aktor                                        | Odpadli w odcinkach eliminacyjnych bez dogrywki |
| 16.     | Bilguun Ariunbaatar   | showman                                      | Odpadli w odcinkach eliminacyjnych bez dogrywki |
| 16.     | Elżbieta Jędrzejewska | aktorka                                      | Odpadli w odcinkach eliminacyjnych bez dogrywki |
| 16.     | Piotr Świerczewski    | piłkarz                                      | Odpadli w odcinkach eliminacyjnych bez dogrywki |
| 16.     | Rozalia Mancewicz     | Miss Polonia 2010                            | Odpadli w odcinkach eliminacyjnych bez dogrywki |
| 16.     | Ilona Felicjańska     | modelka                                      | Odpadli w odcinkach eliminacyjnych bez dogrywki |
| 16.     | Przemysław Saleta     | bokser                                       | Odpadli w odcinkach eliminacyjnych bez dogrywki |
| 24.     | Maciej Dowbor         | prezenter telewizyjny                        | Zrezygnował z programu z powodu kontuzji        |

## Oglądalność
Dane dotyczące oglądalności zostały oparte na badaniach przeprowadzonych przez AGB Nielsen Media Research i dotyczą wyłącznie oglądalności premiery telewizyjnej na żywo – nie uwzględniają oglądalności powtórek, wyświetleń w serwisach VOD (np. ipla) itd.
| Odcinek | Oglądalność                  |
| ------- | ---------------------------- |
| 1       | 2 694 370 (7 marca 2015)     |
| 2       | 1 940 229 (14 marca 2015)    |
| 3       | 2 010 188 (21 marca 2015)    |
| 4       | bd. (28 marca 2015)          |
| 5       | bd. (4 kwietnia 2015)        |
| 6       | bd. (11 kwietnia 2015)       |
| 7       | 2 198 208 (18 kwietnia 2015) |
| 8       | 2 036 253 (25 kwietnia 2015) |
| Średnia | 2 069 404                    |